# Spinetta Malaspina
Spinetta Malaspina (Verrucola, 1282 – Fosdinovo, marzo 1352) è stato un condottiero italiano.
Discendeva da Obizzo Malaspina e fu marchese della Verrucola e signore di Fosdinovo, capostipite dei successivi marchesi di questo feudo imperiale.

## Biografia

### Primi incarichi politici
Spinetta, detto il Grande, era figlio di Gabriele di Isnardo I Malaspina, marchese di Verrucola di Fivizzano, del ramo Spino Fiorito di Fosdinovo.
Era amico di Uguccione della Faggiola, di Cangrande della Scala e antagonista di Castruccio Castracani degli Antelminelli.
Nel 1308 aveva già poteri giurisdizionali nel feudo di Fosdinovo, anticipatori del potere assoluto che avrebbe assunto dal 1340 in poi. 
Nel 1311 venne nominato dall'imperatore Enrico VII di Lussemburgo vicario imperiale di Reggio, ma l'anno successivo l'incarico gli fu revocato. 
Il suocero Matteo Visconti (ne aveva sposato la figlia Beatrice) lo designò come podestà di Milano nel 1314.

### Lotta con Castruccio Castracani
Castruccio Castracani, nel 1317, si impossessò di alcuni feudi della Lunigiana, tra i quali Fosdinovo (alcuni borghi come Giucano, Tendola e Gragnola si sottomisero spontaneamente), costringendolo a rifugiarsi a Verona dagli amici Scaligeri, presso Cangrande, per i quali prestò servizio per molto tempo.
Nel 1320, grazie agli aiuti militari di Cangrande, riuscì a riacquistare i suoi possedimenti, ma la lotta con Castruccio continuò comunque e terminò solamente con la prematura morte del condottiero lucchese (1328). 
Nel 1330 combatté i fiorentini al soldo della famiglia genovese degli Spinola.
Per i servizi resi ai Della Scala ricevette alcuni feudi nel veronese, tra i quali Affi, Povegliano Veronese e Cavaion Veronese. Nel 1340 ritornò nella sua terra d'origine, dove acquistò tutti i diritti dei nobili locali divenendo signore incontrastato del feudo di Fosdinovo.

### Ultimi anni
Spinetta trasferì la sua sede principale a Fosdinovo e provvide ad ampliare il castello (cedutogli dai vecchi aristocratici fosdinovesi), portandolo alle forme odierne. Non avendo legittimi eredi, indicò come suoi successori Gabriele, Galeotto e Guglielmo Malaspina, figli del fratello Azzolino con il rango di signori poi marchesi di Fosdinovo, Marciaso, Comano e le Terre dei Bianchi.

### Testamento e sepoltura

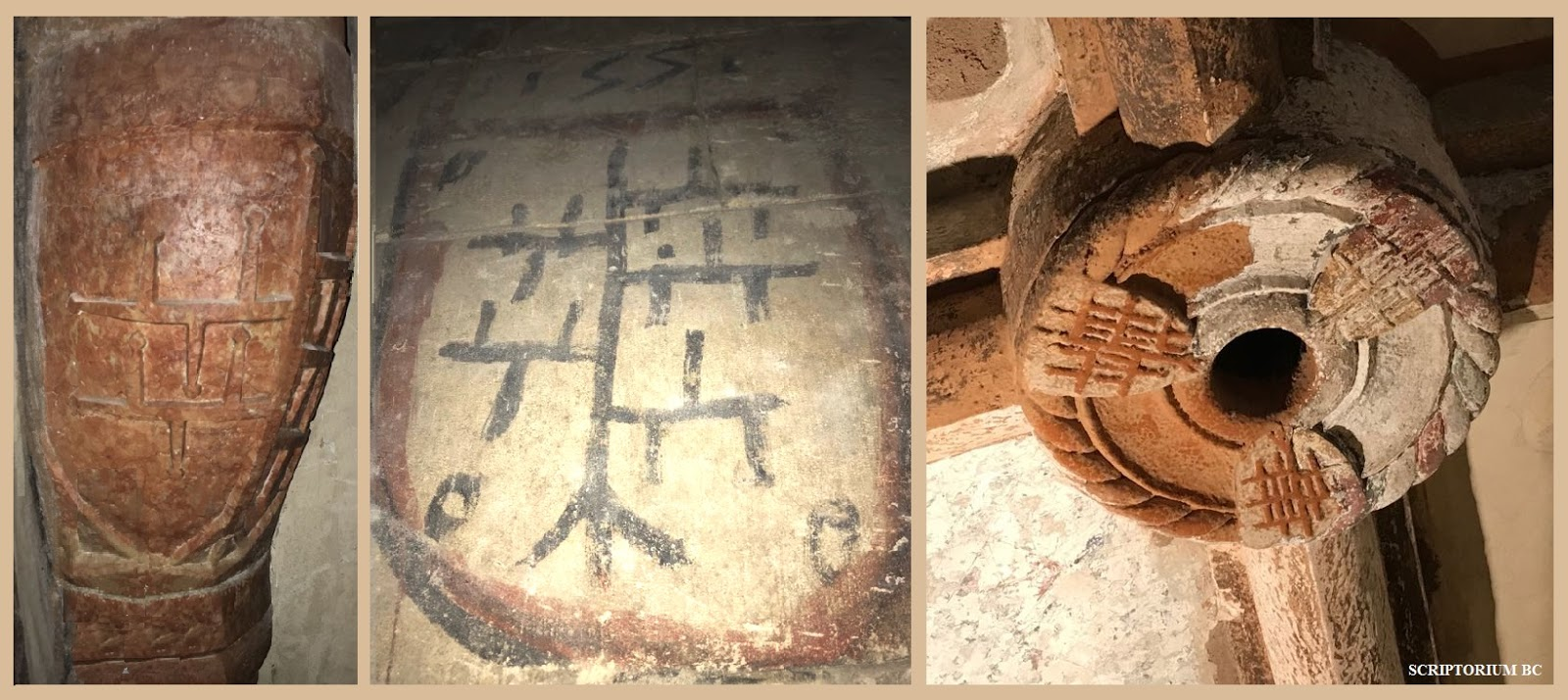
Ricerca e attribuzione stemmi malaspiniani

Il primo marzo del 1352, gravemente ammalato, dettò il suo ultimo testamento ove dispose di volere essere seppellito, se fosse morto nella sua terra di Lunigiana, nella chiesa di Santa Margherita ubicata a fianco della fortezza della Verrucola, maniero ove era nato e che aveva ampliato.  Nel suo lungo testamento diede disposizioni per la sepoltura, che voleva in una «honorabili arca marmorea» (non si tratta del monumento conservato al Victoria and Albert Museum di Londra, certo di molto posteriore alla data del suo decesso e fatto realizzare dai suoi successori a scopo celebrativo). Nelle medesime estreme volontà lasciò una cospicua somma per la fondazione di un ospedale a Fivizzano e per un ospizio per nobili decaduti presso la chiesa di San Giovanni in Sacco a Verona. Recentemente, nel corso del restauro del soffitto della cuba del Duomo di Verona sono stati rinvenuti ben tre stemmi malaspiniani attribuiti al casato di Spinetta Malaspina, che, per la loro singolare collocazione, testimoniano, non solo una «memoria», bensì un contributo alla manifattura stessa che alcune fonti ritengono «opera» del canonico Antonio Malaspina negli anni 1444-45.
Spinetta si spense, all'età di 70 anni, nel 1352 nel castello di Fosdinovo, ma la sua tomba non è mai stata trovata.
I suoi eredi, nel secolo successivo, gli dedicarono un cenotafio all'interno della chiesa di San Giovanni in Sacco, poi demolita: l'artistico monumento sepolcrale, attribuito ad Antonio da Firenze ed aiuti, fu venduto, nel 1887, al Victoria and Albert Museum di Londra, dove si trova tuttora..
Sembra che il mistero del luogo di sepoltura di Spinetta il Grande possa essere vicino alla soluzione se si accoglie la tesi del ricercatore fivizzanese Rino Barbieri che ha individuato la chiesa protoromanica di Santa Margherita, scomparsa a causa del terremoto del 1481, in un vecchio muro di cinta del maniero malaspiniano. Solo un'accurata campagna di scavi potrà risolvere l'enigma.

## Discendenza
Sposò nel 1310 Beatrice Visconti (1280-?) figlia di Matteo I Visconti ed ebbe tre figlie:
- Giovanna Novella, sposò nel 1340 in seconde nozze Luigi I Gonzaga, primo capitano del popolo di Mantova
- Ghidda
- Elisabetta

Ebbe anche cinque figli naturali:
- Chiaro, sposò Anna Della Pietra
- Franceschino
- Giovanni
- Gualtierotto
- Boccaccio